# Chersoński Uniwersytet Państwowy
Chersoński Uniwersytet Państwowy (ukr. Херсонський державний університет, ХДУ) – ukraińska szkoła wyższa w Chersoniu na Ukrainie, najstarszy uniwersytet w mieście (zał. 1917 r.) oraz jeden z najstarszych na południu Ukrainy. Kształcenie prowadzone jest w 34 specjalnościach.